# Gösta Norrbohm
Gösta John Lennart Norrbohm, född 24 juni 1921 i Engelbrekts församling, Stockholms stad, död 3 juni 1986 i Västra Hargs församling, Östergötlands län, var en svensk officer i Flygvapnet.

## Biografi
Norrbohm började sin karriär i Flygvapnet år 1941, efter att avslutat flygutbildning vid Kungliga Flygkrigsskolan (F 5). År 1944 blev han fänrik, löjtnant 1946, kapten 1951, major 1957, överstelöjtnant 1963 och överste 1967. Åren 1967–1971 var han flottiljchef för Upplands flygflottilj (F 16), och åren 1971–1974 för Östgöta flygflottilj (F 3). Norrbohm blev siste flottiljchef vid F 3, då flottiljen avvecklades och övergick till ett detachement till Bråvalla flygflottilj, där han blev verksam fram till år 1976. Efter sin avgång 1976 var Norrbohm styrelseledamot för Statens försvarshistoriska museer. Som författare var han verksam inom flygrelaterade ämnen, då ofta tillsammans med Bertil Skogsberg. Norrbohm blev riddare av Svärdsorden 1962 och kommendör av samma orden 1971.
Norrbohm gifte sig år 1944 med Birgit Lambert, tillsammans fick de sex barn, Björn, Jan, Anne, Per, Pia Maria, Jonas Lennart.